# Raudal de Maipures
Raudal de Maipures es un sitio turístico de Cumaribo, departamento del Vichada (Colombia) en torno a la confluencia de los ríos Tuparro y Orinoco, el cual hace parte del parque nacional natural El Tuparro en la frontera entre Colombia y Venezuela. 
Frente al raudal fue fundado San José de Maipures, el cual se caracterizó por haber sido la primera capital departamental, desde la creación de la comisaría del Vichada, en 1913, hasta 1924.